# Сметанний соус
Сметанний соус — гарячий соус на основі сметани, що широко використовується в російській кухні. Сметанні соуси характеризуються високою харчовою та енергетичною цінністю, їх подають до овочевих, м'ясних та рибних страв, використовують для запікання та приготування гарячих закусок, особливо грибних.  
За старих часів на Русі сметанний соус готували без борошна, випаровуючи сметану у два-три рази. Сучасні сметанні соуси готують з борошняним пасеруванням або на основі білого соусу. Якщо як рідка основа використовується тільки сметана, без додавання м'ясного або рибного бульйону або овочевого відвару, сметанний соус називається натуральним.   Для приготування натурального сметанного соусу сметану доводять до кипіння і змішують з борошняним пасеруванням, приправляють сіллю та перцем, доводять до кипіння і проціджують. Сметанний соус також одержують змішуванням прокип'яченої сметани з білим соусом. Сметанний соус існує в різних варіантах: з томатом (з томатним пюре), з цибулею (з пасерованою на вершковому маслі ріпчастою цибулею), з паприкою, а також з хроном («лефор»).   